# Haechan
Lee Dong-hyuck (Hangul: 이동혁, sinh ngày 6 tháng 6 năm 2000), thường được biết đến với nghệ danh Haechan (Hangul: 해찬), là một nam ca sĩ người Hàn Quốc. Anh là thành viên của nhóm nhạc nam Hàn Quốc NCT cũng như các nhóm nhỏ NCT 127, NCT Dream, và NCT U do SM Entertainment thành lập và quản lý.

## Tiểu sử
Haechan sinh ngày 6 tháng 6 năm 2000 tại Seoul, Hàn Quốc. Anh vượt qua kì tuyển chọn vào SM Entertainment vào năm 2013. Haechan được biết đến như một trong sáu nghệ sĩ hiếm hoi của công ty vượt qua thành công "kì tuyển chọn thứ bảy" hay còn gọi là "sự lựa chọn của Lee Soo-man" nổi tiếng gắt gao nhất của công ty và giành được cơ hội ra mắt.
Haechan từng theo học trung học tại Trường Nghệ thuật và Biểu diễn Seoul, tuy nhiên sau đã dừng lại để tập trung vào sự nghiệp. Trước khi trở thành một thành viên của NCT, Haechan đã được giới thiệu dưới tư cách là thực tập sinh thuộc SM Rookies. Hiện nay, Haechan đang hoạt động trực thuộc cả ba nhóm nhỏ của NCT là NCT 127, NCT Dream và NCT U. Cái tên Haechan là được chính thầy Lee Soo Man đặt với mong muốn anh sẽ có một hình ảnh mới khi debut. Hae (해) có nghĩa là "Mặt trời" trong khi đó Chan (찬) mang sắc nghĩa "Đong đầy". Đây cũng là lý do Haechan hay tự gọi bản thân bằng biệt danh "Fullsun".

## Sự nghiệp

### Trước khi ra mắt
Haechan được giới thiệu là một thành viên của dự án SM Rookies dưới tên thật (Dong-hyuck) vào ngày 17 tháng 7 năm 2014. Vào tháng 8 cùng năm, Haechan tham gia vào video thứ ba của "Rookie Station" cùng với các thành viên khác (Taeyong, Jaehyun, Mark, Jeno, Yuta, và Yeri). Năm 2014, Haechan cùng các thực tập sinh khác thuộc dự án SM Rookies xuất hiện trong chương trình "Exo 90: 2014" cùng với các tiền bối EXO. Sau đó năm 2015, Haechan tham gia "The Mickey Mouse Club" cùng với 8 SM Rookies trình diễn các tiết mục âm nhạc cũng như tham gia các trò chơi.

### 2016: Ra mắt với NCT 127 và NCT Dream
Ngày 1 tháng 7 năm 2016, SM Entertainment công bố sự ra mắt của nhóm nhỏ thứ hai của NCT là NCT 127. Những hình ảnh đầu tiên của Haechan dưới tư cách là thành viên của NCT 127, chính thức đánh dấu sự tốt nghiệp của anh khỏi dự án SM Rookies cùng nghệ danh Haechan được công bố không lâu sau đó. MV debut "Fire Truck (소방차)" cũng như sân khấu debut của nhóm trên M! Countdown đều diễn ra vào ngày 7 tháng 7. Mini album đầu tiên của NCT 127 - "NCT #127" được phát hành online vào ngày 10 tháng 7 năm 2016 và tại các cửa hàng vào ngày 11 tháng 7 năm 2016. Ngày 26 tháng 7, nhóm tung MV Station cho ca khúc quảng bá cho Coca-Cola "Taste The Feeling".
Ngày 18 tháng 8 năm 2016, Haechan một lần nữa ra mắt với nhóm nhỏ thứ ba của NCT là NCT Dream. SM Entertainment giới thiệu nhóm là nhóm nhỏ "tập hợp những thiếu niên nhỏ tuổi tỏa ra sức hút năng động, tươi trẻ". NCT Dream ra mắt với ca khúc "Chewing Gum" vào ngày 24 tháng 8, ra mắt vào ngày 25 tháng 8 trên chương trình âm nhạc M Countdown.

### 2017: Một năm bận rộn và chiến thắng đầu tiên trên các chương trình âm nhạc
Haechan bắt đầu năm 2017 đầy bận rộn với đợt trở lại đầu tiên của NCT 127 với ca khúc chủ đề Limitless trong album cùng tên. MV "Limitless" được tung vào ngày 5 tháng 1 và album cũng có mặt ở các cửa hàng ngay sau đó vào ngày 9 tháng 1  Album debut thuộc top đầu của cả ai bảng xếp hạng Hàn Quốc Gaon Album Chart và World Albums Chart của Billboard .
Không lâu sau khi kết thúc đợt quảng bá Limitless, Haechan trở lại với NCT Dream cùng đĩa đơn đầu tay "The First" được tung vào ngày 9 tháng 2 với ca khúc chủ đề "My First and Last"  Album debut ở vị trí số 1 trên bảng xếp hạng Gaon. Ngày 14 tháng 2, trong tập phát sóng thứ 100 của The Show, NCT Dream giành vị trí thứ nhất, đánh dấu chiến thắng đầu tiên trên các chương trình âm nhạc hàng tuần của NCT.  NCT Dream sau đó được công bố trở thành đại sứ đại diện cho Giải vô địch bóng đá U-20 thế giới 2017, đồng thời ra mắt ca khúc chính thức cho giải đấu, "Trigger the Fever" vào ngày 14 tháng 3 
Haechan và NCT 127 có lần trở lại thứ hai trong năm với mini album thứ ba "Cherry Bomb" và ca khúc chủ đề cùng tên được phát hành vào ngày 14 tháng 6. "Cherry Bomb" đánh dấu một đợt trở lại vô cùng thành công của NCT 127 khi nhóm có được chiếc cúp show âm nhạc hàng tuần đầu tiên vào ngày 26 tháng 6 với ca khúc này trên sân khấu M Countdown. "Cherry Bomb" đồng thời cũng được Billboard và Idolator chỉ danh là một trong những ca khúc Kpop hay nhất của năm.
Haechan có lần trở lại thứ 4 trong năm 2017 với mini album đầu tiên của NCT Dream "We Young" vào ngày 17 tháng 8. Trong đợt trở lại này, Haechan được lần đầu thử sức với vị trí MC khi anh cùng thành viên cùng nhóm Jeno trở thành đặc biệt cho M Countdown vào ngày 7 tháng 9. Ngoài các đợt trở lại chính thức Haechan còn tham gia nhiều hoạt động khác như MV tiếng nhật đầu tiên của NCT 127 "Limitless" được tung vào ngày 14 tháng 11 hay ca khúc giáng sinh "Joy" của NCT Dream một trạm của dự án SM Station được ra mắt vào ngày 15 tháng 12. Haechan đã làm việc không ngừng nghỉ dù chỉ một tháng trong suốt 2017.

### 2018: Dự án "NCT 2018: Empathy" và những bước tiến mới
Độ nhận biết và phủ sóng NCT được đẩy mạnh hơn bao giờ hết với dự án khủng full album đầu tiên mang tên "NCT 2018: Empathy" nâng tổng số thành viên của nhóm lên con số 18. Khởi đầu bằng video NCT 2018 Yearbook và chương trình V Live đầu tiên của NCT với tư cách NCT 2018 mang tên ''Welcome NCT 2018'' được diễn ra vào ngày 6 tháng 2, 6 MV dành cho từng nhóm nhỏ lần lượt được tung ra cũng như các đợt quảng bá liền kề trên các show âm nhạc hàng tuần. Album của nhóm cũng được phát hành vào ngày 14 tháng 3.

#### Các hoạt động và MV Haechan tham gia trong dự án "NCT 2018: Empathy"
- "NCT 2018 Yearbook #1" (30.01.2017), "NCT 2018 Yearbook #2" (01.02.2018)
- NCTmentary (02.2018)
- MV thứ 3 được công bố "Go" với NCT Dream (05.03.2018) cùng đợt quảng bá của ca khúc này.
- MV thứ 4 được công bố "Touch" với NCT 127 (13.03.2018) cùng đợt quảng bá của ca khúc này.
- Showcase công bố dự án: NCT 2018 Empathy. (14.03.2018)
- MV cuối cùng trong dự án mang tên "Black On Black" với toàn bộ thành viên của NCT (14.03.2018) cùng đợt quảng bá của ca khúc này.
- NCT 2018 Fan Party [Spring] (07.05.2018)

Ngày 5 tháng 5, NCT đứng đầu bảng xếp hạng Emerging Artists của Billboard, đánh dấu lần đầu tiên có một nhóm nghệ sĩ Kpop dẫn đầu danh sách này. Không lâu sau đó, Haechan cùng NCT 127 chính thức debut ở Nhật Bản với album "Chain" và bài hát chủ đề cùng tên thông qua Avex Trax.. MV của ca khúc được tung ra vào ngày 8 tháng 5, ngay sau khi Fan Party kết thúc. Bài hát đạt được thứ hạng cao nhất là hạng 2 ở bảng xếp hạng uy tín Oricon Albums Chart.
Cho buổi phát sóng ngày 31 tháng 5, M! Countdown một lần nữa mời Haechan cùng Doyoung làm hai MC cho chương trình. Tháng 8 năm 2018, NCT 127 được công bố sẽ tham gia vào ca khúc "Let's Shut Up and Dance," ca khúc là một dự án kết hợp quốc tế dành để tưởng nhớ Michael Jackson. Ông cũng là một trong những thần tượng có sức ảnh hưởng lớn nhất đến đam mê dành cho âm nhạc của Haechan.
Tiến dần đến cuối năm, SM Entertainment công bố NCT Dream sẽ trở lại một lần nữa vào ngày 3 tháng 9 với album mang tên "We Go Up" cùng bài hát chủ đề cùng tên. Đây cũng là album cuối cùng của Mark với cương vị là một thành viên của NCT Dream. "We Go Up" đạt hạng 5 trên bảng xếp hạng World Album của Billboard và hạng 7 trên Heatseekers Album, đánh dấu tuần bán đĩa thành công nhất của NCT Dream ở Mỹ cho đến ngày nay. Lượt bán đĩa tuần đầu của "We Go Up" cũng dễ dàng vượt mặt dự án khủng "NCT 2018:Empathy" cho thấy sự yêu thích của fan hâm mộ dành cho đội hình 7Dream. Nhóm cũng lần lượt xuất hiện trên ""21 Under 21 2018: Music's Next Generation" của Billboard với tư cách là nghệ sĩ châu Á duy nhất cũng như "25 Most Influential Teens of 2018" của tạp chí TIME.
NCT 127 tiếp nối NCT Dream một tháng sau với full album " Regular-Irregular" và ca khúc chủ đề "Regular" được phát hành vào ngày 12 tháng 10. Ca khúc có hai phiên bản tiếng Hàn và tiếng Anh tạo điều kiện cho nhóm tấn công vào thị trường quốc tế tiềm năng. NCT 127 lần lượt trình diễn trên Jimmy Kimmel Live! với "Regular" và "Cherry Bomb" bản tiếng Anh cũng như là ở Mickey's 90th Spectacular TV của đài ABC, đánh dấu lần đầu xuất hiện trên sóng truyền hình Mỹ. Nhóm cũng gây tiếng vang lớn khi tham dự lễ trao giải American Music Awards 2018, khiến Haechan trở thành idol nam Kpop trẻ nhất từng xuất hiện ở buổi lễ thường niên này. Một lần trở lại thành công nữa choNCT 127 khi mà "Regular-Irregular" trở thành album bán chạy nhất của toàn bộ NCT cho đến thời điểm bấy giờ. Nhóm cũng cho ra mắt một album nhạc số độc quyền với Apple Music vào ngày 21 tháng 10.
Haechan một lần nữa có cơ hội tích lũy kinh nghiệm làm MC khi anh liên tục được đứng ở vị trí này cho 3 lễ hội: Busan One Asia Festival vào ngày 28 tháng 10, và Incheon Sky Festival vào ngày 02 tháng 11 cùng với Jaemin; cũng như ở Jeju Hallyu Festival vào ngày 04 tháng 11 với Jeno.
"Regular" chưa hạ nhiệt thì NCT 127 lại cho ra mắt repackage của "Regular-Irregular" mang tên "Regulate" cùng bài hát chủ đề "Simon Says" vào ngày 23 tháng 11.
Ngày 13 tháng 12, SM Entertainment tung "Best Day Ever" thuộc Season 3 của dự án SM Station với sự góp giọng của Haechan, Chenle và Jisung. Ca khúc là phiên bản tiếng Hàn cho nhạc phim của bộ phim hoạt hình "Trolls: The Beat Go On".
Ngày 19 tháng 12, SM Entertainment thông báo Haechan sẽ tạm dừng tham gia mọi hoạt động của NCT do chấn thương ở chân cho đến khi hồi phục hoàn toàn.
Ngày 27 tháng 12, ca khúc "Candle Light" của NCT Dream dưới dự án SM Station được phát hành.

### 2019: Chuyến lưu diễn đầu tiên với NCT 127
Concert Tour đầu tiên của NCT 127 'NEO CITY: SEOUL – The Origin' diễn ra vào hai ngày 26 và 27 tháng 1 tại Olympic Gymnastics Arena. Mặc dù chấn thương vẫn chưa hoàn toàn hồi phục nhưng Haechan vẫn xuất hiện ở concert và biểu diễn. Đây là lần đầu tiên Haechan xuất hiện trước fan kể từ khi tin anh chấn thương được thông báo.

### 2020: Một năm hoạt động không ngừng nghỉ với các nhóm nhỏ của NCT và nhóm lớn NCT2020
Ngày 6/3/2020, Haechan mở đầu cho một năm bận rộn bằng màn trở lại với NCT 127 bằng một album mới mang tên "NCT #127: Neo Zone". Bài hát chủ đề " Kick it" đã trở thành một hiện tượng trong nửa đầu năm 2020 giúp NCT 127 có một bước tiến mới trong sự nghiệp.
Ngày 29/4/2020, Haechan tiếp tục trở lại cùng NCT Dream trong đội hình 6 người lần cuối trước khi chào đón Mark trở lại với Mini Album " Reload ", bài hát chủ đề Ridin. Bài hát này đã giúp NCT Dream lần đầu tiên giành chiến thắng tại Music Bank. Lượt sales album cũng rất ấn tượng so với những album trước đó.
Ngay sau khi hết đợt quảng bá cùng NCT Dream, Haechan lại tiếp tục trở lại với repackage album cùng NCT 127 "NCT #127 Neo Zone: The Final Round" vào ngày 19/5/2020 với bài chủ đề "Punch"
Ngoài ra, Haechan cũng cùng NCT Dream và NCT 127 tổ chức thành công hai concert online lần lượt vào ngày  10/5/2020 mang tên " Beyond The Dream Show" và 17/5/2020: "BEYOND THE ORIGIN"   trong chuỗi concert online BEYOND LIVE của SM Entertainment.
Ngày 20/9/2020, SM Entertainment thông báo dự án lớn " NCT 2020" khởi động tập hợp tất cả các nhóm nhỏ của NCT (NCT Dream, NCT 127 và WayV) cùng với sự bổ sung thêm hai thành viên mới: Sungchan và Shotaro. Dự án gồm hai phần NCT 2020 Resonance Part 1 và NCT 2020 Resonance Part 2.
Ngày 19/10 /2020: Haechan cùng NCT U phát hành MV ca khúc chủ đề thứ 2 trong "NCT 2020 Resonance Part 1" là  From Home cùng các thành viên: Taeil, Yuta, Kun, Doyoung, Renjun, Chenle.
Ngày 23/11/2020: Haechan cùng NCT U phát hành MV ca khúc chủ đề thứ 1 trong "NCT 2020 Resonance Part 2"  là 90's Love cùng các thành viên: Ten, Winwin, Mark, Jeno. Yangyang, Sungchan.
Ngày 4/12/2020: Haechan phát hành MV Resonance với toàn bộ các thành viên NCT 2020 trong album "NCT 2020 Resonance Part 2".

### 2021: Tiếp tục khẳng định được sự nổi tiếng cùng NCT
Ngày 17/2, 2021, Haechan cùng NCT 127 ra mắt Japan Full album thứ 2: "Loveholic"  với ca khúc chủ đề "gimme gimme".
Ngày 17/4 Haechan cùng NCT Dream phát sóng show thực tế giải trí "7llin' In The Dream".
Ngày 10/5, Haechan và NCT Dream ra mắt full album "맛 (Hot Sauce)" đầu tay với 7 thành viên và bắt đầu quảng bá trên các chương trình âm nhạc. MV " 맛 (Hot Sauce)" đã phá kỉ lục MV được xem nhiều nhất 24h của SMTOWN.
Ngày 25/5, Full-length album đầu tiên của NCT Dream, 'Hot Sauce', với lượng tiêu thụ 2,040,360 bản, đưa NCT Dream đạt danh hiệu 'Million Seller' trong tuần đầu phát hành, trở thành 'Double Million Seller' chỉ trong vòng vỏn vẹn 16 ngày.
Ngày 28/6, Haechan cùng NCT Dream lại trở lại với Repackage Album "Hello Future" chỉ sau màn quảng bá trước gần một tháng. Ca khúc "Hello Future" cũng đã đem lại cho NCT Dream rất nhiều chiến thắng trên các sân khấu ca nhạc.
Ngày 12/8 Ca khúc "Maniac" được phát hành với sự kết hợp giữa Haechan và Doyoung và nhà sản xuất Ryan Jhun.
Tiếp tục tham gia NCT Life mùa mới cùng NCT 127: "NCT LIFE in Gapyeong" được phát sóng trên Seezn mỗi thứ hai và thứ ba hàng tuần bắt đầu từ 30/8- đầu tháng 10.
Ngày 17/9, Haechan và NCT 127 ra mắt full-album thứ 3 mang tên "Sticker".
Ngày 25/10, Haechan tiếp tục cùng NCT 127 ra mắt Favorite, bản repackage của Sticker. Album được bổ sung ba ca khúc mới bao gồm ca khúc chủ đề cùng tên, "Favorite (Vampire)". Album đã nhận được 1,06 triệu đơn đặt trước, và tiêu thụ được 1,1 triệu bản trong tuần đầu tiên phát hành. Tính đến ngày 3 tháng 11, doanh số của cả Sticker và Favorite là 3,58 triệu bản, là album bán chạy nhất của một nghệ sĩ trực thuộc SM.
Ngày 15/11, Haechan và NCT 127 khởi động chuyến lưu diễn quốc tế thứ hai với ba đêm diễn đầu tiên tại Seoul, Neo City: Seoul — The Link sau một thời gian dài bị trì hoãn vì COVID-19.
Ngày 10/12, NCT U phát hành MV ca khúc chủ đề thứ nhấtː "Universe (Let's play ball)" với 9 thành viên Doyoung, Jungwoo, Mark, Xiaojun, Jeno, Haechan, Jaemin, Yangyang, Shotaro.
Ngày 14/12, NCT phát hành full album thứ 3 "Universe'' và MV chủ đề thứ hai Beautiful với 21 thành viên.

### 2022: Hành trình trưởng thành và phát triển có thêm nhiều bước tiến mới
Ngày 5/3: Haechan chính thức ra mắt bản OST đầu tiên của chính mình mang tên "Good Person" ("Good Person" là bài hát OST cho web drama "Friends" của Global Playlist) sau 22 năm chờ đợi với tư cách là Lee Donghyuck, 6 năm chờ đợi với tư cách là NCT Haechan, và sự mong mỏi từ rất lâu của các fan. Ca khúc nhận được sự yêu mến của đông đảo người hâm mộ và đạt được những thành tích rất tốt có thể kể đến như: Lọt Top 1 Melon Realtime Search, debut #13 tại Worldwide Itunes Songs, đứng Top Itunes Trends của 19 quốc gia trên thế giới, trong đó có 8 quốc gia đứng vị trí #1,  #21 Weibo Hot Search, lọt Top Trending Twitter toàn cầu, Hàn Quốc, Việt Nam, Indonesia, Malaysia, Philippines,...và có 74,222 ULs trong 24h đầu. Nằm trong Top 5 bài hát có lượt nghe của ULs cao nhất năm 2022 trên Melon trong 1h đầu phát hành tính đến ngày 5/3,... Đây được xem là một trong những dấu ấn rất quan trọng trong lòng những người yêu mến Haechan.
Ngày 11/3 Haechan cùng NCT Dream phát sóng show thực tế riêng mùa 2 mang tên "7llin' in our Youth".
Ngày 20/3 "coNEXTion (Age of Light)" được phát hành với sự kết hợp của NCT U Haechan cùng Doyoung, Mark, Shotaro  được lựa chọn làm bài hát chủ đề của dự án Gwanghwa Era (Age of Light) của Bộ Văn hóa, Thể thao và Du lịch và Cơ quan Nội dung Sáng tạo Hàn Quốc (KOCCA). Đây là một không gian nhập vai trải nghiệm quy mô lớn ở Gwanghwamun.
Ngày 28/3, Haechan cùng NCT Dream phát hành Full-album thứ hai Glitch Mode. "Glitch Mode" của NCT DREAM đã bán được con số ấn tượng là 1.405.199 bản trong tuần đầu tiên phát hành (28/3 đến 3/4) — đánh dấu là album có doanh số tuần đầu cao nhất trong 2022 và phá vỡ kỷ lục trước đó của nhóm với album "Hot Sauce". "Glitch Mode" cũng vươn lên hạng #5 trong BXH những album bán chạy nhất trong tuần đầu trên Hanteo tính đến thời điểm đó và hàng loạt những thành thích đáng nể khác.
Ngày 22/5, Haechan cùng NCT 127 chính thức khởi động Dome tour mang tên "NEO CITY - THE LINK"  được bắt đầu tại Vantelij Dome, Nagoya.
Vào hai ngày 28-29/5, Haechan cùng NCT 127 đã tổ chức concert 'NEO CITY : JAPAN - THE LINK' tại Tokyo Dome, Nhật Bản. Ngoài việc bán hết vé ngay khi vừa mở bán, buổi diễn lần này còn mở thêm vé cho khu vực hạn chế tầm nhìn do nhu cầu tham gia bùng nổ của người hâm mộ khiến số khán giả trong 2 đêm đạt đến 100.000 người, khẳng định sức hút của NCT 127. Haechan chính thức chinh phục được Tokyo Dome cùng các thành viên NCT 127, hoàn thành được ước mơ được trình diễn concert ở thánh địa Tokyo Dome huyền thoại của cậu bé Lee Donghyuck của SM ROOKIES gần chục năm trước.
Ngày 30/5: Haechan tiếp tục trở lại cùng NCT Dream với Full album Repackage 'Beatbox' được phát hành trên các nền tảng nghe nhạc trực tuyến.
Ngày 25-26/6  Haechan cùng các thành viên NCT 127 đã kết thúc dome tour  'NEO CITY : THE LINK- JAPAN'   tại KYOCERA DOME OSAKA, Nhật Bản. Đã thành công khép lại với hơn 80.000 vé được bán hết bao gồm vé giới hạn tầm nhìn. Ngoài ra giới báo chí truyền thông tại Nhật Bản cũng đã dành nhiều lời khen ngợi cho nhóm cùng tour diễn lần này.
Ngày 2/7  Haechan cùng NCT 127 đã thành công tổ chức concert  'NEO CITY : THE LINK - SINGAPORE'  tại Indoor Stadium, Singapore. Với hơn 9.000 khán giả đến tham gia.

## Các giải thưởng
Các giải thưởng Haechan từng được nhận dưới danh nghĩa thành viên của NCT, NCT 127 và NCT Dream

### Lễ trao giải của Hàn Quốc
| Năm  | Nhóm nhỏ  | Đề cử             | Tên giải                                | Lễ trao giải                   |
| ---- | --------- | ----------------- | --------------------------------------- | ------------------------------ |
| 2016 | NCT 127   | NCT 127           | Best Rookie Award                       | Asia Artist Awards (AAA)       |
| 2016 | NCT 127   | NCT 127           | Best New Artist (Male Group)            | Mnet Asian Music Awards (MAMA) |
| 2017 | NCT 127   | NCT 127           | New Artist of the Year                  | Gaon Chart Music Awards        |
| 2017 | NCT 127   | NCT 127           | New Artist of the Year                  | Golden Disc Awards             |
| 2017 | NCT 127   | NCT 127           | New Asian Artist                        | Mnet Asian Music Awards        |
| 2017 | NCT 127   | NCT 127           | New Artist of the Year                  | Seoul Music Awards             |
| 2017 | NCT 127   | NCT 127           | New Hallyu Best Performance (Boy Group) | Soribada Best K-Music Awards   |
| 2018 | NCT 127   | NCT 127           | Bonsang Award                           | Korea Popular Music Awards     |
| 2018 | NCT 127   | NCT 127           | Worldwide Fans' Choice Top 10           | Mnet Asian Music Awards        |
| 2018 | NCT 127   | NCT 127           | Tiktok Dance Performance Award          | Seoul Music Awards             |
| 2018 | NCT 127   | NCT 127           | Bonsang Award                           | Soribada Best K-Music Awards   |
| 2019 | NCT 127   | Regular-Irregular | Disk Bonsang                            | Golden Disc Awards             |
| 2019 | NCT 127   | NCT 127           | Bonsang Award                           | Seoul Music Awards             |
| 2020 | NCT Dream | NCT Dream         | Bonsang Award                           | Soribada Best K-Music Awards   |
| 2020 | NCT Dream | NCT Dream         | Best Emotive Award                      | Asia Artist Awards (AAA)       |
| 2020 | NCT 127   | NCT 127           | Best Artist Award                       | Asia Artist Awards (AAA)       |
| 2020 | NCT 2020  | NCT 2020          | Album of Year (Daesang)                 | Asia Artist Awards (AAA)       |

### Các giải khác
| Năm  | Nhóm nhỏ  | Tên giải                 | Lễ trao giải                             | Chú thích |
| ---- | --------- | ------------------------ | ---------------------------------------- | --- |
| 2017 | NCT Dream | Top Promising Group      | V Chart Awards                           | |
| 2017 | NCT Dream | Chinese Special Prize    | First Brand Awards                       | |
| 2017 | NCT 127   | Global Rookie Top 5      | V Live Awards                            | |
| 2017 | NCT 127   | Newcomer Award           | 23th Korean Entertainment Arts Awards    | |
| 2017 | NCT 127   | K-POP Artist Award       | 25th Korean Culture Entertainment Awards | |
| 2017 | NCT 127   | Best Rookie Of The Year  | V Chart Awards                           | |
| 2017 | NCT 127   | Hallyu Rookie Award      | V Chart Awards                           | |
| 2017 | NCT       | Best Rookie Award        | 10th Anniversary KMF 2017                | |
| 2018 | NCT 127   | Best Artist Group (Male) | 2017 Fandom School Awards                | |
| 2018 | NCT 127   | Asia Rising Star Award   | 24th Korean Entertainment Arts Awards    | |
| 2018 | NCT       | Best Male Group          | 2017 Fandom School Awards                | |
| 2018 | NCT       | Best 1 "Hard Work" Group | The Show Season Greeting Award           | NCT giành được giải thưởng này do có số lượng bài hát quảng bá trên The Show nhiều nhất trong các nhóm nhạc (11 bài hát) |
| 2018 | NCT Dream | Best Billion Award       | The Show Season Greeting Award           | NCT Dream được trao giải                                                                                                 |

### Show âm nhạc hàng tuần
| Năm  | Ngày  | Nhóm nhỏ  | Bài hát             | Chương trình |
| ---- | ----- | --------- | ------------------- | ------------ |
| 2017 | 14/02 | NCT Dream | "My First And Last" | The Show     |
| 2017 | 21/02 | NCT Dream | "My First And Last" | The Show     |
| 2017 | 28/02 | NCT Dream | "My First And Last" | The Show     |
| 2017 | 22/06 | NCT 127   | "Cherry Bomb"       | M! Countdown |
| 2018 | 27/03 | NCT 127   | "Touch"             | The Show     |
| 2018 | 16/10 | NCT 127   | "Regular"           | The Show     |
| 2018 | 23/10 | NCT 127   | "Regular"           | The Show     |
| 2018 | 25/10 | NCT 127   | "Regular"           | M! Countdown |
| 2018 | 26/10 | NCT 127   | "Regular"           | Music Bank   |